# A. J. 제이콥스
아놀드 스티븐 제이콥스 주니어(Arnold Stephen Jacobs, 1968년 3월 20일 ~ )는 미국의 언론인, 작가, 강사이다. 그는 에스콰이어의 편집장이며 안티오키아 데일리 레더와 엔터테인먼트 위클리(Antioch Daily Ledger and Entertainment Weekly)에서 일했다.

## 어린 시절
제이콥스는 뉴욕에서 변호사 아놀드 제이콥스 시니어와 엘렌 킬 사이에서 태어났다. 그에게는 베릴 제이콥스라는 여동생이 있다. 그는 달튼 스쿨과 브라운 대학에서 교육을 받았다.

## 그의 사상
제이콥스는 자신의 삶을 좋든 나쁘든 프로젝트나 라이프스타일에 몰두한 후 자신이 배운 것에 대해 쓰는 일련의 실험으로 본다고 말했다.이 장르는 종종 몰입 저널리즘 또는 스턴트 저널리즘이라고 불린다.
이 실험들 중 하나에서 제이콥스는 브리태니카 백과사전 32권을 모두 읽었는데, 이 책은 2004년 그의 저서 "The Know-It-All: 세상에서 가장 똑똑한 사람이 되기 위한 한 사람의 겸손한 탐구"에서 썼다. 이 책에서, 그는 멘사에 입사하는 것과 같은 다양한 노력과 함께 자신의 개인적인 삶을 기록하기도 한다. 이 책은 뉴욕 타임즈 베스트셀러 목록에 8주나 올랐다.
2015년 현재 제이콥스는 글로벌 패밀리 리유니온(Global Family Reunion)이라는 프로젝트를 진행하고 있으며, 여기서 Geni.com과 WikiTree의 글로벌 패밀리 트리(Global Family Tree)에 가능한 많은 사람들을 연결하는 것을 목표로 하고 있다. 그는 2015년 6월 6일 뉴욕 과학관에서 역사상 가장 큰 가족 상봉이 될 계획인 Global Family Reunion을 주최하였다.
2020년에, 그는 퍼즐로 세계적인 이슈를 새롭게 만드는 책을 만들고 있다.